# Crorema nigropunctata
Crorema nigropunctata är en fjärilsart som beskrevs av Collenette 1931. Crorema nigropunctata ingår i släktet Crorema och familjen tofsspinnare. Inga underarter finns listade i Catalogue of Life.